# Rohrbach, Rhein-Hunsrück
Rohrbach là một đô thị ở huyện Rhein-Hunsrück bang Rheinland-Pfalz, phía tây nước Đức.